# Krivoklát
Krivoklát (ungarisch Széppatak – bis 1907 Krivoklat) ist eine Gemeinde im Nordwesten der Slowakei mit 218 Einwohnern (Stand 31. Dezember 2024), die im Okres Ilava, einem Teil des Trenčiansky kraj, liegt.

## Geographie

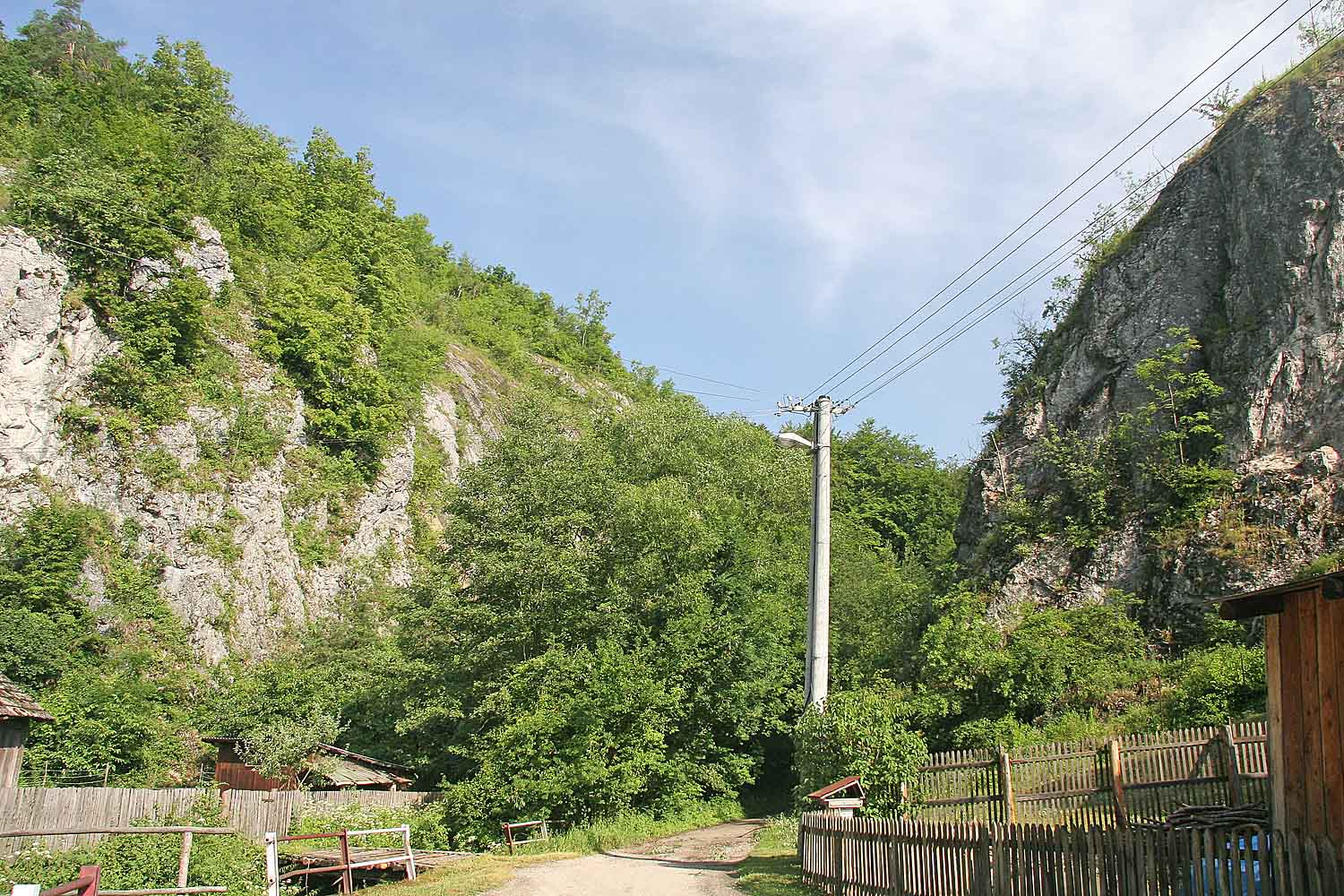
Schlucht von Krivoklát (slowakisch Krivoklátska tiesňava)

Die Gemeinde befindet sich im Nordteil der Weißen Karpaten im Tal des Krivoklátsky potok im Einzugsgebiet der Waag. Das Ortszentrum liegt auf einer Höhe von 330 m n.m. und ist neun Kilometer von Ilava entfernt.
Nachbargemeinden sind Vršatské Podhradie im Norden, Pruské im Nordosten, Bohunice im Südosten, Sedmerovec und Slavnica im Süden, Kameničany und Bolešov im Südwesten sowie Horné Srnie im Westen.

## Geschichte

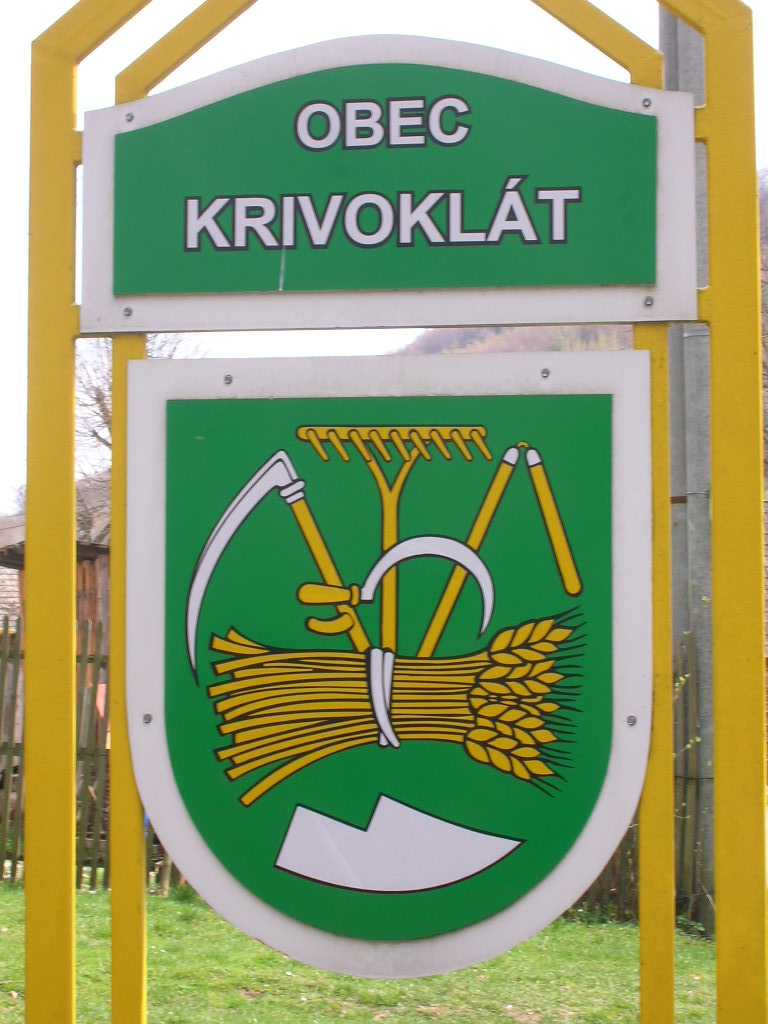
Abbildung des Wappens auf einem Straßenschild

Im Gemeindegebiet von Krivoklát gab es eine Siedlung der Puchauer Kultur um die Zeitenwende.
Krivoklát wurde zum ersten Mal 1430 als Kriwokla schriftlich erwähnt und lag damals im Herrschaftsgebiet der Burg Vršatec. Weitere historische Bezeichnungen sind unter anderen Kryuoklath (1470), Crywoklath (1475), Krivoklad (1773) und Krywoklát (1808). 1598 standen 12 Häuser im Ort, 1720 gab es hier einen Meierhof. 1784 hatte die Ortschaft 41 Häuser, 50 Familien und 293 Einwohner, 1828 zählte man 47 Häuser und 366 Einwohner, die als Landwirte und Saisonarbeiter beschäftigt waren. Es gab je eine Brennerei, Mühle und Säge.
Bis 1918 gehörte der im Komitat Trentschin liegende Ort zum Königreich Ungarn und kam danach zur Tschechoslowakei beziehungsweise Slowakei.

## Bevölkerung
| Jahr                | 1994 | 2004     | 2014     | 2024    |
| ------------------- | ---- | -------- | -------- | ------- |
| Anzahl der Personen | 327  | 288      | 250      | 218     |
| Unterschied         |      | −11,92 % | −13,19 % | −12,8 % |

| Jahr                | 2023 | 2024    |
| ------------------- | ---- | ------- |
| Anzahl der Personen | 219  | 218     |
| Unterschied         |      | −0,45 % |

Nach der Volkszählung 2011 wohnten in Krivoklát 260 Einwohner, davon 247 Slowaken sowie jeweils ein Mährer und Tscheche. 11 Einwohner machten keine Angabe zur Ethnie.
232 Einwohner bekannten sich zur römisch-katholischen Kirche. Acht Einwohner waren konfessionslos und bei 20 Einwohnern wurde die Konfession nicht ermittelt.